# Кыргызстан на зимних юношеских Олимпийских играх 2012
Кыргызстан принимал участие в I зимних юношеских Олимпийских играх, которые состоялись 13—22 января 2012 года в Инсбруке (Австрия). Страну представлял один спортсмен, соревновавшийся в лыжных гонках. По итогам игр сборная не завоевала медалей.

## Лыжные гонки
| Спортсмен        | Дисциплина                       | Финал   | Финал |
| Спортсмен        | Дисциплина                       | Время   | Место |
| ---------------- | -------------------------------- | ------- | ----- |
| Зафар Шахмуратов | Юноши, 10 км, классический стиль | 39:07.1 | 46    |

Спринт
| Спортсмен        | Дисциплина                     | Квалификация | Квалификация | Четвертьфинал | Четвертьфинал | Полуфинал | Полуфинал | Финал     | Финал     |
| Спортсмен        | Дисциплина                     | Результат    | Место        | Результат     | Место         | Результат | Место     | Результат | Место     |
| ---------------- | ------------------------------ | ------------ | ------------ | ------------- | ------------- | --------- | --------- | --------- | --------- |
| Зафар Шахмуратов | Юноши, спринт, свободный стиль | 2:01.09      | 43           | не прошёл     | не прошёл     | не прошёл | не прошёл | не прошёл | не прошёл |